# مقاطعة واشنطن (ميسيسيبي)
مقاطعة واشنطن هي مقاطعة في مسيسيبي، بلغ عدد سكانها 51٬137  نسمة، في 2010، عاصمتها غرينفيل، تبلغ مساحتها 1٬972 كيلومتر مربع.

## الموقع
تشترك في الحدود مع:
- مقاطعة بوليفار (ميسيسيبي)
- مقاطعة هامفريس (ميسيسيبي)
- مقاطعة تشيكوت، أركنسو
- مقاطعة صنفلور (ميسيسيبي)
- مقاطعة إساكينا (ميسيسيبي)
- مقاطعة شاركي (ميسيسيبي)
- مقاطعة ديشا، أركنسو.

## التقسيمات الإدارية
- غرينفيل.